# باتشنترو
باتشينترو (بالإيطالية: Pacentro)‏ هي بلدية في مقاطعة لاكويلا في إقليم أبروتسو الإيطالي.

## السكان
في سنة 1861 بلغ عدد السكان 3٬916 نسمة، وتطور العدد ليصل في سنة 2011 لـ 1٬211 نسمة.
يظهر هذا المخطط البياني تطور النمو السكاني لـ باتشنترو

## توأمة
لباتشنترو اتفاقيات توأمة مع:
- هاميلتون